# Monestirolo
Monestirolo è una frazione di Ferrara di 557 abitanti, facente parte della Circoscrizione 2.
Dista 15 km da Ferrara, alla quale è collegata dalla strada statale 16 Adriatica. 
L'abitato si sviluppa tra Gaibana e Marrara lungo il canale Primaro, antico corso di un ramo deltizio del Po.
Il toponimo, che significa piccolo monastero, deriva dal fatto che i monaci Benedettini dell'abbazia di San Bartolo di Ferrara si ritirarono qui nel 1054, dopo aver liberato la terra dalla palude. 
Fino al 2008, durante i mesi invernali, vi si teneva un presepe meccanico; in quell'anno il presepe venne dato alle fiamme e così bruciò, rischiando di dar fuoco anche alla chiesa. Il creatore della costruzione si rifiutò di ricostruirlo.
Fino al 2015 si teneva un torneo di calcio presso il complesso sportivo.

## Monumenti e luoghi d'interesse
- Chiesa dei Santi Vincenzo e Anastasio.